# Israel Schwartz
Israel Schwartz (Polonia, fecha desconocida – Reino Unido, fecha desconocida) fue un hombre polaco-británico que en 1888 testificó en Whitechapel haber presenciado el asalto de Jack el Destripador a Elizabeth Stride.
Posiblemente es la única persona que vio al asesino en serie nunca identificado en flagrancia y por eso su testimonio es tan importante. En aquel momento Schwartz no hablaba inglés, su declaración fue tomada mediante un intérprete y por ello no fue consultado nuevamente.

## Biografía

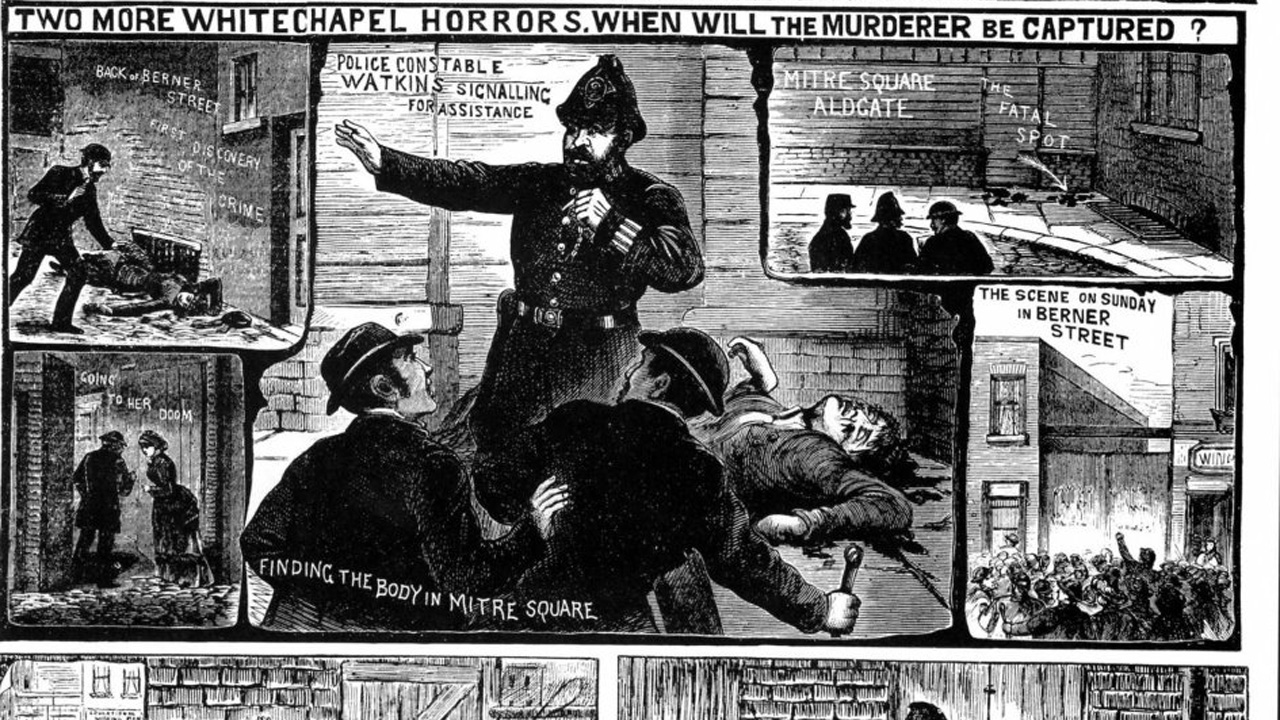
Dibujo del crimen de Strade, periódico de 1888.

Aunque fue descrito en ese momento como de Hungría, las entradas del censo de 1891 lo muestran como un judío nacido en Polonia.

## Testimonio
El 30 de septiembre de 1888, Elizabeth Stride y Catherine Eddowes fueron asesinadas por Jack el Destripador, con menos de una hora de diferencia y el suceso pasó a denominarse: el «doble evento». Schwartz le dijo a la policía:
A las 00:45 estaba caminando por la calle Berner, cuando vio a un hombre que iba más adelante detenerse y hablar con una mujer que estaba parada en la puerta de entrada del patio Dutfield's; el tipo luego arrojó a la mujer al suelo. Schwartz cruzó la calle, el atacante lo vio y le gritó «Lipski» (aparentemente un insulto antisemita relacionado con el asesinato de una mujer por parte de Israel Lipski el año anterior), entonces vio a otro hombre escondido en una puerta y fumando una pipa; este comenzó a caminar hacia él, posiblemente siguiéndolo, lo que intimidó a Schwartz y lo hizo alejarse.
Ese día Schwartz identificó a Elizabeth Stride como la mujer atacada y pudo dar descripciones de ambos hombres, pero no pudo afirmar si se conocían o si habían estado trabajando juntos. Describió al atacante como:blanco, 1.68 m de estatura, aproximadamente 30 años, tenía bigote marrón y parecía estar ligeramente alcoholizado.

## Investigación

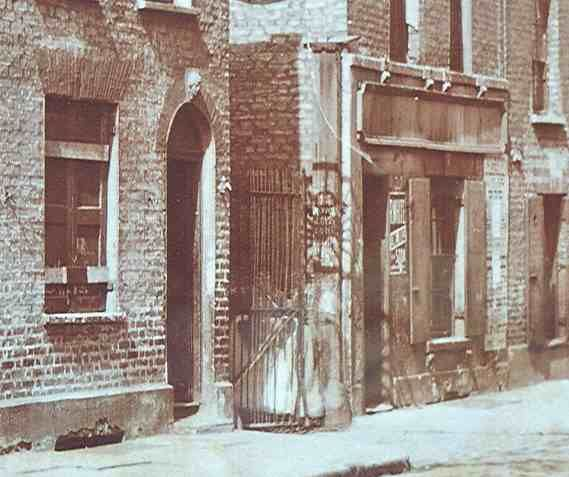
Patio Dutfield's sobre la calle Berner en 1888, escena del crimen.

La policía estableció que pasaron 15 minutos desde el ataque denunciado por Schwartz y el hallazgo del cadáver de Stride, en el mismo lugar. Como más o menos coincidía con la declaración de Joseph Lawende, aceptó entonces que el testigo vio al Destripador.
Los investigadores consultaron a Schwartz por su no intervención y este respondió: primero creyó que presenciaba un ataque doméstico, por lo que cruzó la calle para evitar involucrarse y cuando el segundo hombre empezó a seguirlo; Schwartz entró en pánico y comenzó a correr, no se detuvo hasta alcanzar el arco ferroviario cercano y asegurarse que lo había perdido.
El inspector jefe Swanson, en su informe del 19 de octubre de 1888, escribió: «la policía aparentemente no sospecha del segundo hombre».

## Legado
Varios años después de los crímenes, el comisario Robert Anderson afirmó en su autobiografía The Lighter Side of My Official Life que el Destripador había sido identificado por: «la única persona que alguna vez tuvo una buena visión del asesino». El inspector jefe Donald Swanson, en las anotaciones que hizo en su copia de las memorias de Anderson, declaró que el testigo en cuestión era judío. Algunos ripperólogos han concluido que Schwartz era probablemente el hombre al que se hace referencia, aunque también se ha sugerido a Lawende.
La idea de que Jack el Destripador pudo tener un cómplice, pese a que la policía rastreó al segundo hombre y lo eliminó como sospechoso, originó nuevas teorías. La película Desde el infierno, retrata una de ellas.
Su descripción, junto a las de Lawende y George Hutchinson, hicieron pasar a la historia al asesino como: blanco, delgado, de no más de 1.72 m y con bigote.